# Bataille de Billericay
 (mai 2018).
Si vous disposez d'ouvrages ou d'articles de référence ou si vous connaissez des sites web de qualité traitant du thème abordé ici, merci de compléter l'article en donnant les références utiles à sa vérifiabilité et en les liant à la section « Notes et références ».
Révolte des paysans
Batailles
La bataille de Billericay est une bataille médiévale livrée le 28 juin 1381, dans le Norsey Wood, près de la ville de Billericay dans le comté anglais de l'Essex, qui s'inscrit dans la Révolte des paysans. Au cours de cet affrontement, un groupe de rebelles paysans locaux est écrasé par les armées royales conduites par Thomas de Woodstock, comte de Buckingham, et Thomas Percy. À l'issue du combat, 500 rebelles de l'Essex ont été tués tandis que 800 chevaux ont été saisis.
Les quelques informations concernant la bataille proviennent de la Chronique de Westminster ainsi que des récits de Thomas Walsingham.